# Chloromelas cuprina
Chloromelas cuprina är en tvåvingeart som först beskrevs av Christian Rudolph Wilhelm Wiedemann 1830.  Chloromelas cuprina ingår i släktet Chloromelas och familjen vapenflugor. Inga underarter finns listade i Catalogue of Life.